# سامانثا مورتن
سامانثا مورتن (بالإنجليزية: Samantha Morton)‏ ممثلة إنجليزية من مواليد 13 مايو 1977، حاصلة على جائزة الغولدن غلوب 2007 لأفضل ممثلة مساعدة عن دورها في فيلم لونجفورد.

## قائمة أفلامها
| السنة | الفيلم                  | الدور          |  |
| ----- | ----------------------- | -------------- |  |
| 1997  | This Is the Sea         | هازل ستوكس     |  |
| 1997  | Under the Skin          | إيريس كيلي     |  |
| 1999  | Dreaming of Joseph Lees | إيفا           |  |
| 1999  | Jesus' Son              | ميشيل          |  |
| 1999  | Sweet and Lowdown       | هاتي           |  |
| 2000  | Pandaemonium            | سارة كوليردج   |  |
| 2002  | تقرير الأقلية           | أغاثا          |  |
| 2002  | Morvern Callar          | مورفيرن كالار  |  |
| 2003  | Code 46                 | ماريا جونزاليس |  |

## روابط خارجية
- سامانثا مورتن على موقع IMDb (الإنجليزية)
- سامانثا مورتن على موقع روتن توميتوز (الإنجليزية)
- سامانثا مورتن على موقع ألو سيني (الفرنسية)
- سامانثا مورتن على موقع ميوزك برينز (الإنجليزية)
- سامانثا مورتن على موقع تيرنر كلاسيك موفيز (الإنجليزية)
- سامانثا مورتن على موقع أول موفي (الإنجليزية)
- سامانثا مورتن على موقع قاعدة بيانات الأفلام السويدية (السويدية)
- سامانثا مورتن على موقع إن إن دي بي (الإنجليزية)
- سامانثا مورتن على موقع أول ميوزيك (الإنجليزية)
- سامانثا مورتن على موقع ديسكوغز (الإنجليزية)